# Archidiocèse de Lima
L'archidiocèse de Lima (en latin : Archidioecesis Limana ; en espagnol : Arquidiócesis de Lima) est un archidiocèse métropolitain de l'Église catholique du Pérou. Il est un des premiers archidiocèses du continent Américain, avec Saint-Domingue et Mexico. C'est pourquoi l'archevêque de Lima a le titre honorifique de primat du Pérou.

## Territoire

Archidiocèse de Lima
Suffragants

Il s'étend sur une partie de la province de Lima (districts de Lima, Barranco, Breña, Chorrillos, Cieneguilla, El Agustino, La Molina, La Victoria, Lince, Magdalena del Mar, Pueblo Libre, Rímac, San Borja, San Isidro, San Luis, San Miguel, Santiago de Surco, Surquillo). L'autre portion de cette province étant gérée par les diocèses de Carabayllo, Chosica et Lurín qui sont suffragants de Lima tout comme les diocèses de Callao, Huacho, Ica et la prélature territoriale de Yauyos.
L'archevêché est dans la ville à Lima où se trouve la basilique-cathédrale Saint-Jean-Apôtre-et-Évangéliste qui garde l'image de Notre-Dame de l'Évangélisation (es), les reliques de saint Turibe de Mogrovejo et du vénérable François Camacho ainsi que la tombe de Francisco Pizarro.
La ville de Lima possède plusieurs basiliques avec des couvents attenants qui appartiennent à divers instituts religieux. La basilique et couvent Notre-Dame-du-Rosaire (es) des dominicains est le lieu où se conserve les reliques des saints dominicains Rose de Lima, Martin de Porrès et Jean Macias. La basilique et couvent de Notre-Dame-de-la-Merci (es) des mercédaires où repose le corps du vénérable Pierre Urraca de la Sainte Trinité. La basilique et couvent Saint-Pierre appartenant aux jésuites où se trouvent les restes du vénérable François del Castillo. La basilique et monastère Saint-François-d'Assise des franciscains qui garde les reliques de saint François Solano et la basilique Marie-Auxiliatrice (es) des salésiens, de construction plus récente.
Toujours à  Lima, le sanctuaire Seigneur-des-Miracles (ou « des Nazaréennes », « Las Nazarenas ») tenu par les monales déchaussées où se trouve le Seigneur des Miracles, une image du Christ crucifié, très populaire parmi les fidèles d'Amérique latine. On peut aussi visiter le sanctuaire Sainte-Rose (es) construit sur le lieu de naissance de Rose de Lima ; en face l'édifice de style colonial est la maison natale de Martin de Porrès.
Toutes ces églises sont dans le centre historique de Lima reconnu comme Patrimoine mondial par l'UNESCO en 1988.

## Histoire
Le diocèse de Lima (Ciudad de los Reyes) est érigé le 14 mai 1541 par la bulle Illius fulciti praesidio du pape Paul III en prenant une partie de territoire du diocèse de Cuzco (aujourd'hui archidiocèse de Cuzco). Il est nommé suffragant de l'archidiocèse de Séville comme le sont tous les premiers diocèses créés en Amérique. Le premier évêque est le dominicain Jerónimo de Loayza.
Le 8 janvier 1545, il cède une partie de son territoire pour l'érection du diocèse de Quito (aujourd'hui archidiocèse de Quito).
Par la bulle Super universas orbis ecclesiae du 12 février 1546, Paul III élève au rang d'archidiocèse métropolitain Lima (dans la vice-royauté du Pérou) ainsi que Saint-Domingue et Mexico (dans la vice-royauté de Nouvelle-Espagne) qui deviennent ainsi les trois premiers archidiocèses de l'Empire espagnol en Amérique, Séville cessant à cette date d'avoir des suffragants sur ce continent. Lima reçoit sous sa juridiction les diocèses de Nicaragua, Panama, Quito et Cuzco (ces trois derniers étant aujourd'hui archidiocèses) auquel s'ajoute au mois d'août de la même année, le diocèse de Popayán (aujourd'hui archidiocèse de Popayán).
Il cède une portion de territoire le 27 juin 1561 pour l'érection du diocèse de Santiago du Chili (aujourd'hui archidiocèse de Santiago du Chili).
En 1572, le pape Pie V concède à l'archevêque de Lima le titre du primat du Pérou, ce qui est confirmé en 1835 par Grégoire XVI puis le 31 mai 1943 par Pie XII par le décret Cum ecclesiastica de la Congrégation pour les évêques,.
Il cède une autre partie de son territoire le 15 avril 1577 pour l'établissement du diocèse de Trujillo (aujourd'hui archidiocèse de Trujillo).
Aux XIXe et XXe siècles, il cède à plusieurs reprises du territoire pour l'érection de nouveaux diocèses : le 28 mai 1803, pour le diocèse de Maynas (aujourd'hui diocèse de Chachapoyas) ; le 17 mars 1865, pour le diocèse de Huánuco ; le 15 mai 1899 pour la création du diocèse de Huaraz, le 10 août 1946 pour le diocèse d'Ica ; le 12 avril 1957 pour la prélature territoriale de Yauyos et le 15 mai 1958 pour le diocèse de Huacho.
Le 24 mars 1962, Lima cède la province de Cañete pour la prélature de Yauyos ; il donne une autre partie de territoire le 29 avril 1967 pour le diocèse de Callao, Lima lui donne encore le district de Ventanilla le 10 mars 1970.
Par la lettre apostolique Antiquissimus sane du 6 octobre 1990, le pape Jean-Paul II décrète que la Vierge Marie, vénérée sous le vocable de Notre-Dame de l'Évangélisation, est la principale patronne de l'archidiocèse.
Le 14 décembre 1996, il cède encore plusieurs portions de territoire pour l'érection des diocèses de Carabayllo, Chosica et Lurín.

## Évêques et archevêques
- Liste des évêques et archevêques de Lima